# Ivo Tvrtković
Ivo Tvrtković (Bugojno, 1952.) je hrvatski i bosanskohercegovački pjesnik. U Bugojnu je završio gimnaziju, a u Zagrebu diplomirao na Filozofskom fakultetu. Živi u SAD-u.

## Djela
- Iskra iz pepela (zajedno s I. Pavlovićem i M. Kaserom, pjesme 1995.)
- pjesme u panorami Petnaestorica (2000.).